# بیگ لاتس
بیگ لاتس (انگلیسی: Big Lots) شرکت خرده‌فروشی آمریکایی است، که در سال ۱۹۶۷ تأسیس شد.